# 马头镇 (平果市)
马头镇，是中华人民共和国广西壮族自治区百色市平果市下辖的一个乡镇级行政单位。

## 行政区划
马头镇下辖以下地区：
城东社区、朝阳社区、江滨社区、新兴社区、城北社区、龙居社区、雷感社区、那厘社区、驮湾村、炼沙村、同仁村、金显村、九平村、古念村、塘莲村、雅龙村、那塘村、龙来村和金龙村。